# Thysanotus tenellus
Thysanotus tenellus är en sparrisväxtart som beskrevs av Stephan Ladislaus Endlicher. Thysanotus tenellus ingår i släktet Thysanotus och familjen sparrisväxter. Inga underarter finns listade i Catalogue of Life.